# Shūzō Kuki
Shūzō Kuki (九鬼 周造?, Kuki Shūzō; Tokyo, 15 febbraio 1888 – Kyoto, 6 maggio 1941) è stato un filosofo, poeta, scrittore e dandy giapponese.
Trascorse gli anni venti in Europa ove conobbe Martin Heidegger, che lo menzionò all'inizio del dialogo "Da un colloquio in ascolto del linguaggio" (1959; ed. it. In cammino verso il linguaggio, Mursia, Milano 1990) a proposito del concetto di iki; frequentò, poi, Henri Bergson, Paul Claudel e Jean-Paul Sartre. 
Dal 1930, anno di pubblicazione de La struttura dell'Iki, visse a Kyōto insegnando filosofia.

## Opere
- La struttura dell'iki, trad. it. a cura di Giovanna Baccini Adelphi, Milano, 1992.
- Il problema della contingenza, trad. it., in Agalma, n.6,  settembre 2003.
- Sul vento che scorre- Una riflessione sul fūryū, trad. it. Il melangolo, Genova 2012.